# Prunus ochoterenae
Prunus ochoterenae är en rosväxtart som beskrevs av Ramirez. Prunus ochoterenae ingår i släktet prunusar, och familjen rosväxter. Inga underarter finns listade i Catalogue of Life.